# Jill ragazza bizzarra
Jill ragazza bizzarra (Jill The Reckless) è un romanzo umoristico e sentimentale di P. G. Wodehouse, scritto nei primi due mesi del 1920 e stampato nello stesso anno in periodici nordamericani e britannici. Fu pubblicato in volume nel 1920 negli Stati Uniti d'America (USA) col titolo The Little Warrior e l'anno successivo nel Regno Unito (UK) col titolo Jill The Reckless. È stato tradotto in italiano quattro volte in sessant'anni a partire dal 1931.

## Storia editoriale
Il romanzo fu composto nei primi due mesi del 1920 a Great Neck, la località statunitense dove Wodehouse abitava, come l'autore riferisce all'amico William Townend (Bill) in una lettera del 28 febbraio 1920. Nella lettera Wodehouse precisa che normalmente scrive in media otto pagine al giorno, corrispondenti a circa 2 500 parole, e che questo romanzo, lungo 100 000 parole, lo ha impegnato per due mesi esatti.
Il romanzo fu stampato dapprima in diciassette puntate — dal 10 aprile al 28 agosto 1920 — sul settimanale USA Collier's Weekly, col titolo The Little Warrior (traducibile come "La piccola guerriera"), corredato dalle illustrazioni di Wallace Morgan. Quasi contemporaneamente, ancòra col titolo The Little Warrior apparve, illustrato da C.W. Jefferys, in quattordici puntate — dal 1º maggio al 15 novembre 1920 —  sul quindicinale canadese "MacLean's". Fu pubblicato in volume negli Stati Uniti da George H. Doran l'8 ottobre 1920, sempre con il titolo The Little Warrior. Nel Regno Unito fu pubblicato col titolo Jill The Reckless, dapprima in dieci puntate — dal settembre 1920 al giugno 1921 — sul mensile The Grand Magazine, quindi in volume il 4 luglio 1921 dall'editore Herbert G. Jenkins.
In Italia sono state eseguite quattro traduzioni. La prima traduzione italiana fu fatta da Alfredo Pitta nel 1931 per le Edizioni Bietti. La stessa casa editrice Bietti pubblicò una nuova traduzione, ad opera di Corrado Ferri, nel 1966. La traduzione di Metello Brunone Rafanelli, pubblicata nel 1932 dall'editore antifascista Monanni, mostra l'italianizzazione del nome della protagonista finanche nel titolo. Infine la quarta traduzione, ad opera di Mario Bodoman, fu pubblicata nel 1991 nella collana GUM della Casa editrice Mursia.

## Trama
All'inizio del romanzo, Jill Mariner è una giovane donna molto ricca, graziosa, orfana di entrambi i genitori, che vive nella propria abitazione a Ovington Square (un prestigioso quartiere londinese) con suo zio, il maggiore Chris Selby. Jill è fidanzata col baronetto Derek Underhill, un Membro del Parlamento (MP) giovane, brillante e ambizioso, ma succube di una madre boriosa e arrogante. Jill è amata in segreto anche da Wally Mason, un suo amico di infanzia che Jill incontra nuovamente a teatro, dove si era recata con Derek e Lady Underhill per assistere a una commedia di cui Wally era peraltro l'autore. Durante la rappresentazione nel teatro scoppia un incendio: Derek si preoccupa della madre, Jill si mette in salvo con l'aiuto di Wally. Nel locale in cui Jill e Wally si recano poco dopo per cenare sono presenti anche Derek e sua madre, e quest'ultima ne approfitta per biasimare il comportamento della ragazza. Jill è palesemente infastidita. Derek manda più tardi Freddie Rooke, suo amico fidato e amico di Jill fin dall'infanzia, a cercare di rabbonire la risentita fidanzata. Più tardi, mentre è in compagnia di Freddie, Jill si imbatte in un tale che sta tentando di colpire con un bastone un pappagallo e interviene per salvare l'uccello; un poliziotto arresta però Jill e Freddie. I due non hanno danaro sufficiente per la pagare la sanzione e perciò Freddie manda un biglietto a casa di Derek spiegando brevemente l'accaduto; ma interviene nuovamente Lady Underhill con pesanti insinuazioni sull'onorabilità di Jill; pressato dalla madre, Derek rompe il fidanzamento con Jill. Poco dopo Jill apprende che suo zio Chris — che è anche amministratore dei beni ereditati da Jill — a causa di un crollo in borsa ha perso tutto il patrimonio familiare, compresa l'abitazione di proprietà di Jill. Mentre tutti pensano che Derek abbia lasciato la fidanzata perché non è più ricca, Jill decide di partire per gli Stati Uniti in cerca di fortuna.
Il tema dominante nella seconda metà del romanzo è l'allestimento di un musical in un teatro di Broadway. Dopo una spiacevole permanenza presso due gretti parenti, Jill trova lavoro come ballerina di fila nel musical intitolato "La rosa d'America", prodotto dal losco Ike Goble e musicato da Roland Trevis su libretto di Otis Pilkington. Prendono parte direttamente al musical, fra molti altri, anche Freddie Rooke (inviato negli USA in cerca di Jill da Darek, preoccupato per la caduta libera della sua reputazione dopo la rottura del fidanzamento), Nelly Bryant (proprietaria del pappagallo salvato da Jill a Londra) e più tardi Wally Mason. A New York troviamo anche lo zio Chris Selby — che vive di espedienti e corteggia la ricca Mrs. Peagrim. Giunge infine a New York lo stesso Derek, il quale decide nuovamente di interrompere ogni rapporto con Jill quando scopre che Jill è una ballerina, un lavoro disdicevole per la moglie di un MP. Lieto fine: grazie soprattutto all'intervento di Wally il musical ha successo, Jill sposerà Wally, Freddie sposerà Nelly, lo zio Chris non sposerà la signora Peagrim.

## Personaggi
Freddie Rookegiovane inglese ricco, più gentile che intelligente, amico d'infanzia di Wally e Jill, ex compagno di scuola di Derek al Winchester, socio del "Drones Club", ama Nelly Bryant, si fa assumere come ballerino e attore, manifesterà infine disprezzo per Derek
Horace Barkervalletto di Freddie
Sir Derek Underhillgiovane e ambizioso membro del Parlamento britannico, amico dominante di Freddie, fidanzato di Jill, inibito dalla propria madre e dal proprio carattere convenzionalista ed egoista
Jill Marinereponima; ragazza anglo-americana giovane, bella, «combattiva per temperamento»; divenuta povera a causa degli investimenti sbagliati dello zio; già fidanzata di Derek, amata da Wally, emigra negli USA dove trova lavoro come ballerina di fila
Lady Underhillmadre autoritaria e altezzosa di Derek, detesta Jill
Maggiore Christopher Selbyinglese quarantanovenne amabile e mascalzone, zio di Jill, incline al rischio; in America vive di espedienti, fa pubblicità al farmaco "Nervino", corteggia la ricca signora Peagrim
Ronny Devereuxamico di Freddie, membro del "Drones Club", ha poca stima di Derek
Algy Martinamico di Freddie, membro del "Drones Club"
Ferriscameriera di Lady Underbill
Wally Masonamico d'infanzia di Freddie e di Jill, innamorato di Jill; fa esercizi di ginnastica svedese al mattino; autore (con lo pseudonimo di John Grant) del dramma scadente "Temprato per il fuoco", ma anche autore di successo di commedie musicali con George Bevan (protagonista di Una damigella in pericolo)
Ellen Barkermoglie di Horace e cuoca di Freddie
Nelly Bryantballerina di fila americana rimasta a Londra, proprietaria del pappagallo Bill, ritorna a New York, ama Freddie e alla fine lo sposa
Billpappagallo di Nelly
Henryproletario londinese morso da Bill, picchiato da Jill
Erbproletario londinese amico di Henry
Elmer Marinercontadino avaro a Brookport, zio Jill,
Julia Marinermoglie di Elmer
Tibby Marinerfiglio di Elmer e Julia, 8 anni
Roverspaniel di Tibby
Issac Goble (Ike)socio di Goble & Cohn, un cattivo cittadino, impresario e direttore di scena de "La rosa d'America",
Otis Pilkingtongiovane autore e librettista della "Rosa d'America", ricco e viziato, dominato dalla zia, Olive Peagrim
Roland Trevisgiovane compositore
Mrs. Waddesleigh Peagrim (Olive)ricca zia di Otis, vittima del fascino dello zio Chris
Mr. Saltzburgdirettore d'orchestra dello spettacolo di Otis, compositore frustrato
Babecorista dai capelli rossi nello spettacolo di Otis
Мае D'Arcy (Il cherubino)corista, licenziata da Goble a poche ore dalla prima, sarà riassunta dopo uno sciopero delle sue colleghe organizzato da Jill
Lois Denhamcorista
Johnson Millerballerino, coreografo sordo
Wentworth Hillattore inglese, si licenzia e verrà sostituito da Freddie

## Critica
Jill ragazza bizzarra è un romanzo appartenente al "periodo americano" delle opere di Wodehouse, caratterizzate nella trama dal confronto fra la società statunitense e quella britannica, effettuato con personaggi inglesi che si recano negli Stati Uniti e viceversa; in queste opere, il linguaggio di Wodehouse, pur rimanendo ancorato alla cultura inglese e rivolto a un lettore ideale educato secondo la tradizione educativa inglese, mostra segni di americanizzazione con l'uso sempre più frequente di espressioni idiomatiche americane. 
Un giudizio positivo su questo romanzo viene dato da Richard Usborne il quale sottolinea come l'ambiente teatrale sia descritto con accuratezza documentaria. Nel periodo 1913–1920 Wodehouse visse soprattutto negli Stati Uniti dove la sua attività lavorativa principale fu in ambito teatrale, come paroliere, librettista di musical e critico teatrale per Vanity Fair. Nel 1914 Wodehouse sposò Ethel Rowley, una vedova che aveva lavorato come corista in musical; influenzato dai cambiamenti avvenuti sia dopo il movimento suffragista che dalla prima guerra mondiale, l'atteggiamento di Wodehouse nei confronti delle donne nel primo dopoguerra divenne emancipazionista e, proprio attorno al 1920, Wodehouse creò alcuni dei suoi migliori personaggi femminili, aventi tutte la caratteristica di aver lavorato in teatro come coriste o ballerine di fila (per es., oltre Jill Mariner in questo romanzo, Sally Nicholas nelle Avventure di Sally e Sue Brown in Lampi d'estate).
Robert Hall ha osservato che i personaggi delle opere narrative di Wodehouse interpretano i ruoli comici tipici dei musical degli anni '20 e pertanto sono, nel medesimo tempo, archetipici e funzionali allo sviluppo della trama. Per esempio, Ukridge e Bertie Wooster sono "bumblers" (pasticcioni), e quindi ci si aspetta che creino problemi, Jeeves e Lord Ickenham hanno il ruolo del "deus ex machina" e quindi destinati a portare la storia a una conclusione, Spode e Zia Agatha interpretano le figure del super-io, e quindi ci si aspetta che si oppongano al lieto fine. In Jill ragazza bizzarra Freddie Rooke e Chris Selby sarebbero "bumblers" come rispettivamente Bertie Wooster e Ukridge, mentre Lady Underhill è una figura autoritaria, ruolo svolto nei romanzi di Wodehouse generalmente dalle zie. 

## Edizioni

### In lingua originale
- (EN) The Little Warrior, 1ª ed., New York, George H. Doran Company, 1920.
- (EN) Jill The Reckless, 1ª ed., London, Herbert Jenkins, 1921.

### In italiano
- Jill ragazza bizzarra, traduzione di Alfredo Pitta, Milano, Bietti, 1931.
- Giulia la bizzarra: romanzo umoristico inglese, traduzione di Metello Brunone Rafanelli, Milano, Monanni, 1932.
- Jill ragazza bizzarra, traduzione di Corrado Ferri, Milano, Bietti, 1966.
- Jill, ragazza bizzarra, collana GUM, Grande Universale Mursia; 205, traduzione di Mario Bodoman, Milano, U. Mursia, 1991, ISBN 88-425-0996-5.